# Konversionsschicht
Konversionsschichten sind nichtmetallische, meist anorganische, sehr dünne Schichten auf einer Metalloberfläche, welche in der Regel durch die chemische Reaktion einer wässrigen Behandlungslösung mit dem metallischen Untergrund erzeugt werden.

## Wirkung
Konversionsschichten bilden eine sehr gute Grundlage zur Anhaftung nachfolgender Beschichtungen, und steigern signifikant die Korrosionsbeständigkeit des Grundmaterials im Vergleich zu unbehandelten Werkstoffoberflächen. Technisch möglich ist auch die Erzeugung farbiger Konversionsschichten zur Herstellung dekorativer Überzüge.

## Elektrolyt
Die Ausbildung der Konversionsschicht geschieht mit einem Elektrolyt. In der Vergangenheit wurden häufig Konversionsschichten mit Chromelektrolyten auf der Basis des krebserzeugenden und SVHC-gelisteten Chrom(VI)-oxid erzeugt, das sogenannte Chromatieren. Dieser kommt aufgrund strenger gesetzlicher Vorgaben immer seltener zum Einsatz. Gegenwärtig wird an geeigneten Substituenten geforscht. Alternativen zum klassischen Chrom(VI)-Elektrolyt sind Behandlungen auf der Basis von Chrom(III)-oxid oder komplexen Fluoriden (Titan-, Zirconiumverbindungen). Eine weitere Möglichkeit zum Erzeugen einer Konversionsschicht ist das Phosphatieren mittels wässrigen Phosphat-Lösungen.